# Педагогическое тестирование
Педагогическое тестирование — форма измерения знаний учащихся, основанная на применении педагогических тестов. Включает в себя подготовку качественных тестов, собственно проведение тестирования и последующую обработку результатов, которая даёт оценку обученности тестируемых.
Педагогический тест — это инструмент оценивания обученности учащихся, состоящий из системы тестовых заданий, стандартизованной процедуры проведения, обработки и анализа результатов.

## Классификация тестов
Тесты можно классифицировать по различным признакам:
- по целям — информационные, диагностические, входные, обучающие, мотивационные, аттестационные;
- по процедуре создания — стандартизованные, не стандартизованные;
- по способу формирования заданий — детерминированные, стохастические, динамические;
- по технологии проведения — бумажные, в том числе бумажные с использованием оптического распознавания, натурные, с использованием специальной аппаратуры, компьютерные;
- по форме заданий — закрытого типа, открытого типа, установление соответствия, упорядочивание последовательности[1];
- по наличию обратной связи — традиционные и адаптивные[источник не указан 4553 дня].

### Традиционный тест
Традиционный тест содержит список вопросов и различные варианты ответов. Каждый вопрос оценивается в определенное количество баллов. Результат традиционного теста зависит от количества вопросов, на которые был дан правильный ответ.
По мнению Аванесова В. С. традиционный тест — система заданий, предъявляемая в порядке увеличения сложности в одно и то же время, с одинаковой системой оценивания для всех тестируемых.

### Адаптивный тест
Особый вид теста, в котором каждое последующее задание выбирается в зависимости от ответов на предыдущие задания. Последовательность заданий и их количество в таком виде теста определяется динамически. Самыми значимыми преимуществами компьютерного адаптивного тестирования перед традиционным являются:
- возможность адаптации под уровень знаний тестируемого (не придется отвечать на слишком сложные или слишком простые вопросы);
- экономия времени и сил за счет сокращения количества заданий (длина теста может быть уменьшена до 60 %) без потери уровня достоверности.

## Формы тестовых заданий (на примерах)

### Задания с выбором ответов (закрытые задания)

#### Задания с выбором одного правильного ответа
```
 При наборе текста слова отделяются друг от друга …
   а) двоеточием;
   б) запятой;
   в) пробелом;
   г) точкой.
```

#### Задания с выбором одного неправильного ответа
```
 Операция не имеет признака, по которому подобраны остальные операции, представленные в списке…
   а) сохранение текста;
   б) форматирование текста;
   в) удаление фрагмента текста;
   г) перемещение фрагмента теста;
   д) копирование фрагмента текста.
```

### Задания на установление соответствия
```
 Установите соответствие между командами и сочетанием клавиш.
```

| команда                        | сочетание клавиш |
| ------------------------------ | ---------------- |
| 1. Вырезать фрагмент текста;   | а) CTRL+X;       |
| 2. Копировать фрагмент текста; | б) CTRL+C;       |
| 3. Вставить фрагмент текста.   | в) CTRL+V.       |

### Задания с выбором нескольких правильных ответов
```
 Использование слепого десятипальцевого метода ведет к …
   а) снижению напряжения на пальцы;
   б) уменьшению скорости печати;
   в) уменьшению количества опечаток и ошибок;
   г) быстрой утомляемости пальцев.
```

### Упорядочивание последовательности
```
 Расположите в хронологическом порядке
   iii. Бородинская битва
   i. Ледовое побоище
   ii. Куликовская битва
```

### Задания с открытым ответом
```
 Существует два способа освоения клавиатуры при печатании слепым десятипальцевым методом:
   1. соло на клавиатуре ergosolo.ru______________________________________
   2. stamina_______________________
```

## Тестовое задание
Тестовое задание — составная часть педагогического теста, отвечающая требованиям технологичности, формы, содержания и, кроме того, статистическим требованиям:
- известной трудности;
- достаточной вариации тестовых баллов;
- положительной корреляцией баллов задания с баллами по всему тесту

## Типы заданий в тесте
Закрытые:
- задания альтернативных ответов;
- задания множественного выбора;
- задания на восстановление соответствия;
- задания на установление правильной последовательности.

Открытые:
- задания свободного изложения;
- задания-дополнения.

## Функции
Тестирование в педагогике выполняет три основные взаимосвязанные функции: диагностическую, обучающую и воспитательную:
- Диагностическая функция заключается в выявлении уровня знаний, умений, навыков учащегося. Это основная и самая очевидная функция тестирования. По объективности, широте и скорости диагностирования, тестирование превосходит все остальные формы педагогического контроля.
- Обучающая функция тестирования состоит в мотивировании учащегося к активизации работы по усвоению учебного материала. Для усиления обучающей функции тестирования могут быть использованы дополнительные меры стимулирования студентов, такие как: раздача преподавателем примерного перечня вопросов для самостоятельной подготовки, наличие в самом тесте наводящих вопросов и подсказок, совместный разбор результатов теста.
- Воспитательная функция проявляется в периодичности и неизбежности тестового контроля. Это дисциплинирует, организует и направляет деятельность учащихся, помогает выявить и устранить пробелы в знаниях, формирует стремление развить свои способности.

## Достоинства и недостатки
По сравнению с другими формами контроля знаний тестирование имеет свои преимущества и недостатки.

### Достоинства
- Тестирование является более качественным и объективным способом оценивания, его объективность достигается путём стандартизации процедуры проведения, проверки показателей качества заданий и тестов целиком.
- Тестирование — более справедливый метод, оно ставит всех учащихся в равные условия, как в процессе контроля, так и в процессе оценки, практически исключая субъективизм преподавателя. По данным английской ассоциации NEAB, занимающейся итоговой аттестацией учащихся Великобритании, тестирование позволяет снизить количество апелляций более чем в три раза, сделать процедуру оценивания одинаковой для всех учащихся вне зависимости от места проживания, типа и вида образовательного учреждения, в котором занимаются учащиеся.
- Тесты это более объёмный инструмент, поскольку тестирование может включать в себя задания по всем темам курса, в то время как на устный экзамен обычно выносится 2-4 темы, а на письменный — 3-5. Это позволяет выявить знания учащегося по всему курсу, исключив элемент случайности при вытаскивании билета. При помощи тестирования можно установить уровень знаний учащегося по предмету в целом и по отдельным его разделам.
- Тест это более точный инструмент, так, например, шкала оценивания теста из 20 вопросов, состоит из 20 делений, в то время, как обычная шкала оценки знаний — только из четырёх.
- Тестирование более эффективно с экономической точки зрения. Основные затраты при тестировании приходятся на разработку качественного инструментария, то есть имеют разовый характер. Затраты же на проведение теста значительно ниже, чем при письменном или устном контроле. Проведение тестирования и контроль результатов в группе из 30 человек занимает полтора два часа, устный или письменный экзамен — не менее четырёх часов.
- Тестирование — это более мягкий инструмент, они ставят всех учащихся в равные условия, используя единую процедуру и единые критерии оценки, что приводит к снижению предэкзаменационных нервных напряжений.

### Недостатки
- Разработка качественного тестового инструментария — длительный, трудоемкий и дорогостоящий процесс. Стандартные наборы тестов для большинства дисциплин ещё не разработаны, а разработанные обычно имеют очень низкое качество.
- Данные, получаемые преподавателем в результате тестирования, хотя и включают в себя информацию о пробелах в знаниях по конкретным разделам, но не позволяют судить о причинах этих пробелов.
- Тест не позволяет проверять и оценивать высокие, продуктивные уровни знаний, связанные с творчеством, то есть вероятностные, абстрактные и методологические знания.
- Широта охвата тем в тестировании имеет и обратную сторону. Учащийся при тестировании, в отличие от устного или письменного экзамена, не имеет достаточно времени для сколько-нибудь глубокого анализа темы.
- Обеспечение объективности и справедливости теста требует принятия специальных мер по обеспечению конфиденциальности тестовых заданий. При повторном применении теста желательно внесение в задания изменений.
- В тестировании присутствует элемент случайности. Например, учащийся, не ответивший на простой вопрос, может дать правильный ответ на более сложный. Причиной этого может быть, как случайная ошибка в первом вопросе, так и угадывание ответа во втором. Это искажает результаты теста и приводит к необходимости учета вероятностной составляющей при их анализе.